# 宇連ダム
宇連ダム（うれダム）は、愛知県新城市にある、豊川水系宇連川に設置されたダムである。

## 概要
愛知県東部、いわゆる「東三河」はかつて旱魃に悩まされていた。そこで豊川用水が国営事業として計画され、終戦直後の1949年に事業に着手した。その水がめとなる宇連ダムは1958年（昭和33年）12月に完成し、せき止められた人造湖は「鳳来湖（ほうらいこ）」と命名された。
ダム湖には宇連川だけでなく、天竜川水系の振草川・大入川から取水された水も流れ込んでいる。少雨時にはしばしば干上がることもあり、生活用水確保のために佐久間ダムから導水してしのいだこともあった。
豊川水系のダムとしては、下流に1961年（昭和36年）完成の大野頭首工があり、豊川支流の大島川には2001年（平成13年）に完成した大島ダムがある。現在は設楽ダムの建設が計画されており、ダム建設の是非が問われている。
なお1985年（昭和60年）1月、2019年（令和元年）5月19日の2度にわたり、貯水率がゼロとなった。2019年の貯水率ゼロの当日は日曜日であったことから、干上がった湖底やダム湖に沈んでいた約60年前の橋を見ようと見物人が殺到し、渋滞や立入禁止のダム湖底に上陸する者が発生するなどトラブルが生じた。その後、5月20日からの降雨で貯水率は10%以上に回復した。

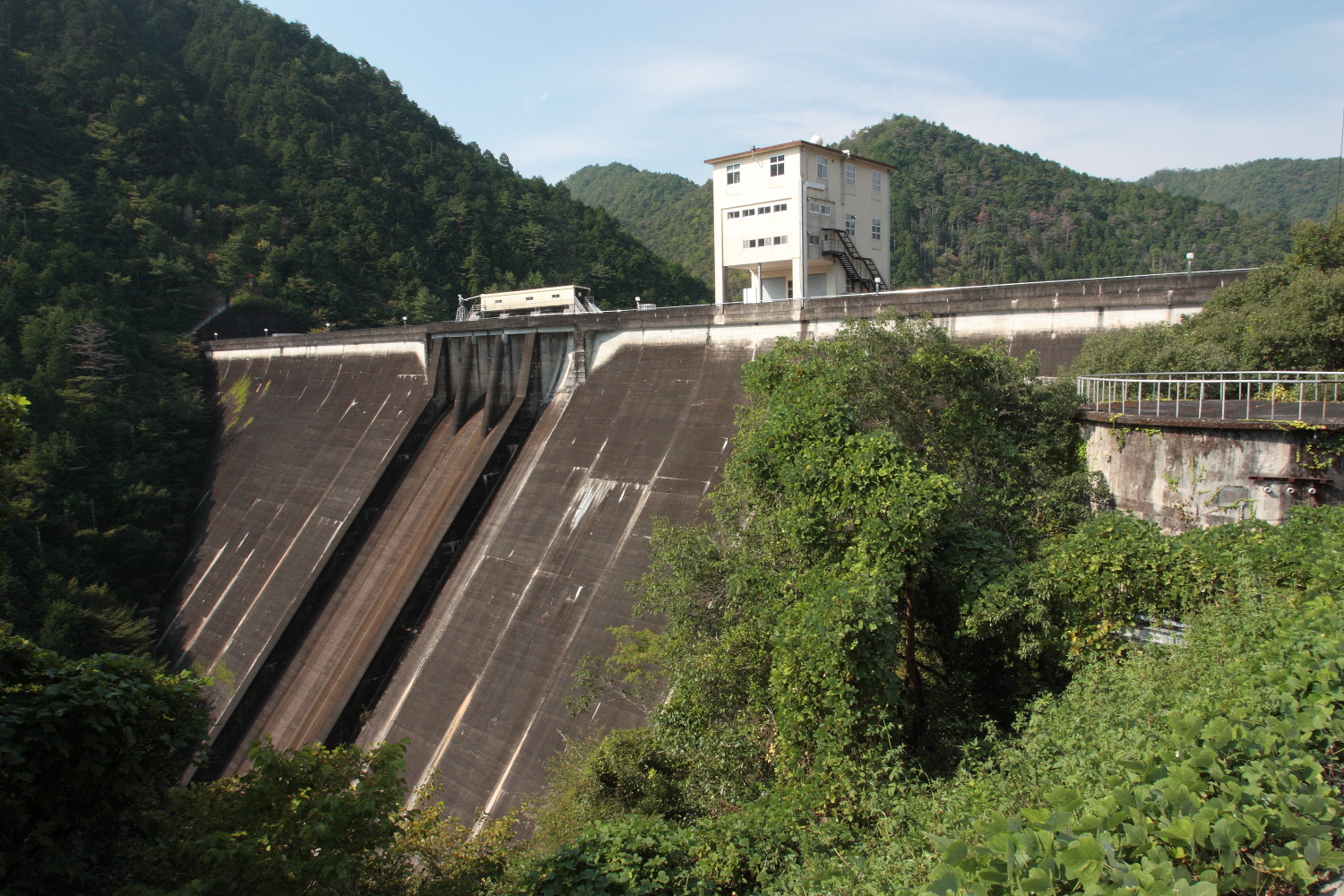
宇連ダム
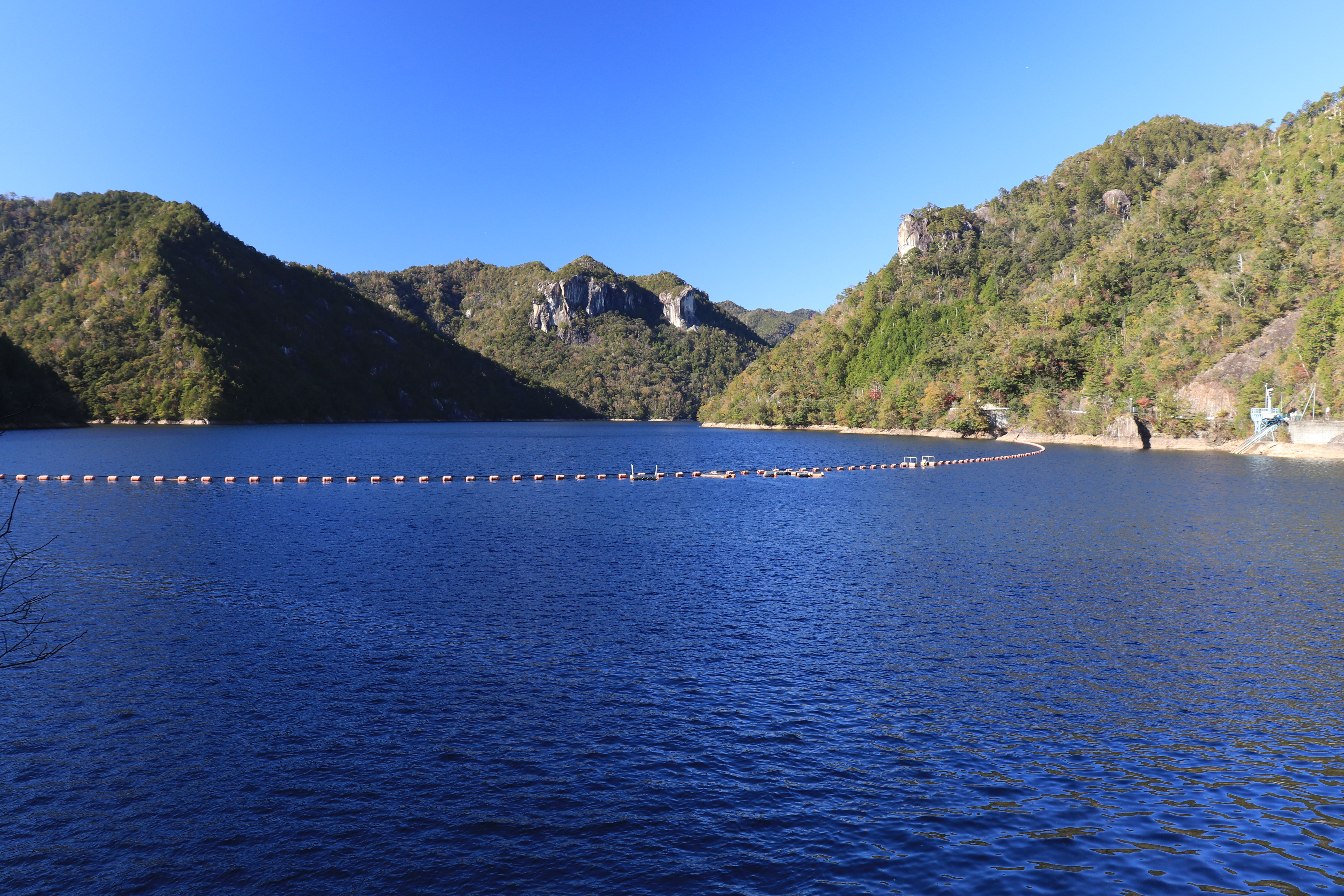
鳳来湖

## ダムカード

### 天皇陛下在位三十年記念ダムカード
2019年（平成31年）2月24日から同年（令和元年）5月31日まで天皇陛下在位三十年記念ダムカードが配布された。

## 建設に伴う用地取得
宇連ダムは両岸が急峻であり、基盤岩が所々に露出しているため北設楽郡三輪村川合（現・新城市川合）に建築された。
宇連ダム建築による水没面積は107.5ha、耕地4.7ha、山林73.9ha、採草地4.7ha、道路・水路他25.1ha、住宅6戸である。
用地買収にともない、宇連ダム補償問題は栃木沢の国有林139haの払い下げにより合意した。